# Ramón Cabrera y Rubio
Ramón Cabrera y Rubio (Segovia, 1754-Sevilla, 1833) fue un sacerdote y académico español.

## Biografía
Fue sacerdote católico, consejero de Estado y prior de Arróniz (Navarra), además de canónigo de Olivares y bibliotecario de la Casa de Alba. Era un experto latinista y estudió la lexicografía académica. Ocupó la silla R en la Real Academia Española entre 1791 y 1814 (el 18 de octubre de este  año fue destituido y expulsado por Fernando VII). Fue readmitido durante el Trienio Liberal y se le asignó la silla N, que ocupó entre 1820 y su muerte en 1833.
El 29 de marzo de 1814 fue elegido noveno director de la Real Academia Española, cargo que mantuvo durante unos meses hasta su expulsión el 18 de octubre por orden del rey Fernando VII. 

## Obras
- Diccionario del lenguaje antiguo castellano
- Consideraciones sobre la armonía, gravedad y abundancia de la lengua castellana (1781)
- Diccionario de etimologías de la lengua castellana (1837), obra póstuma que recoge las notas sueltas de su trabajo filológico.